# Heidi Mayne
Heidi Mayne (Cherry Hill, New Jersey, 1979. szeptember 27. –) amerikai pornószínésznő és sztriptíz táncos. Pakisztáni és francia származású.
Heidi Mayne 2007-ben lépett be a szexiparba, amikor 28 éves volt, Hedi Mayne néven is szokott szerepelni. Modellkedett Club magazinnak. Gold Star Modelinget reprezentálta 2007. júliusban. 173 centiméter magas. A hetenként jelentkező Buff in the Buff televíziós műsorban műsorvezető volt a RudeTV-n. Hasa alsó részénél, a jobb bokájánál van tetoválás. Köldökében van piercing.

## Válogatott filmográfia
| - 2012 Big Tit Girls Love to Be Gangbanged - 2012 Pool Party at Seymore's 3: The Sext Generation - 2011 She Craves Cock - 2011 Lex Steele XXX 14 - 2011 I Suck - 2011 Hole in the Dark 2 - 2011 Pretty Tied Up - 2010 Meat Your Teacher | - 2010 Pain in Da Ass - 2010 Busty Bartenders - 2010 Hell's Kittens - 2010 Lex on Blondes 7 - 2010 Masturbation Nation 9 - 2009 Sunny's Big Adventure - 2009 There Will Be Cum 7 - 2009 Reinvented |